# Lista de diretores da Biblioteca de Alexandria
Esta é uma lista de diretores da Biblioteca de Alexandria.
| Atuação             | Diretor                                   | Sobre |
| ------------------- | ----------------------------------------- | --- |
| 285 a.C. - 284 a.C. | Demétrio de Faleros (350-280 a.C.)        | Co-fundador da Biblioteca, reuniu uma coletânea de Discursos Esópicos, morreu de envenenamento por mordida de cobra |
| 283 a.C. - 270 a.C. | Zenódoto de Éfeso (325-260 a.C.)          | Atribui-se a obra Vida de Homero, concorre com Demétrio o título de primeiro diretor da biblioteca |
| 260 a.C. - 240 a.C. | Calímaco de Cirene (310-240 a.C.)         | (Há duvida se ele assumiu a direção da Biblioteca Escreveu epigramas, Pinakes, Sobre a cabeleira de Berenice (poema dedicado à rainha Berenice), O banho de Palas (hino), As origens (poema em quatro livros), Hecale (curta obra épica), Epopéia sobre Teseu, Aetia (coleção de lendas gregas em versos elegíacos) |
| 270 A.C. - 235 a.C. | Apolônio de Rodes (295-230 a.C.)          | Atribui-se a obra Argonáutica |
| 235 a.C. - 195 a.C. | Eratóstenes de Cirene (276-194 a.C.)      | Obras sobre Astronomia ou Catasterismos(Ἀστρονομίαν ἢ Καταστηριγμούς), Sobre as seitas filosóficas (Περὶ τῶν κατὰ φιλοσοφίαν αἱρέσεων), Sobre o libertar-se da dor (Περὶ ἀλυπίας). Morreu de inanição por jejum voluntário                                                                                          |
| 195 a.C. - 180 a.C. | Aristófanes de Bizâncio (257-180 a.C.)    | Escreveu Sobre os Personagens (Περὶ προσώπων), Sobre a Analogia (Περὶ ὰναλογίας), Glosas (Γλῶσσαι), Proverbios, Sobre os animais (Περὶ Ζῴων) |
| 180 a.C. - 153 a.C. | Apolônio Eidógrafo (?) (...(?) -143 a.C.) | Exemplo |
| 153 a.C. - 131 a.C. | Aristarco da Samotrácia (220-143 a.C.)    | Escreveu aSingramata (Συγγράμματα) |
| ?                   | Militar nomeado por Ptolomeu VIII         | Exemplo |